# أندريا تريبيكيو
أندريا تريبيكيو (بالإيطالية: Andrea Tripicchio)‏ (10 يناير 1996 بكوزنسا في إيطاليا - ) هو لاعب كرة قدم إيطالي في مركز الهجوم. لعب مع نادي كروتوني.

## روابط خارجية
- أندريا تريبيكيو على موقع قاعدة بيانات كرة القدم.إي يو (الإنجليزية)
- أندريا تريبيكيو على موقع Soccerway.com (الإنجليزية)
- أندريا تريبيكيو على موقع AS.com (الإسبانية)